# Basilica di Santa Trinita
La basilica di Santa Trìnita è una delle basiliche più importanti nell'evoluzione storico artistica della città di Firenze; secondo l'uso fiorentino, che rispecchia la pronuncia latina al nominativo, ha la caratteristica pronuncia sdrucciola (Trìnita). Si affaccia sull'omonima piazza Santa Trinita e dà il nome anche al vicino ponte Santa Trinita. Ha la dignità di basilica minore.

## Storia

### Santa Maria dello Spasimo

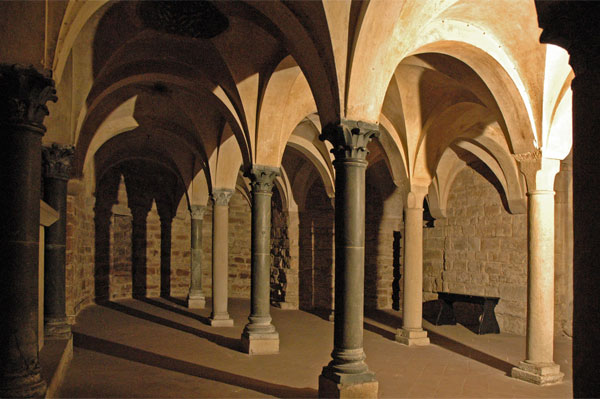
La cripta

Sul sito della chiesa esisteva un edifciio di culto più antico, dedicato a Santa Maria dello Spasimo, documentata almeno dal 1077 e appartenente ai vallombrosani, congregazione dei benedettini fondata circa quarant'anni prima proprio a Firenze da san Giovanni Gualberto. Questa chiesa si trovava al di fuori dalla cinta muraria matildina, sul lato opposto della città in cui i vallombrosani avevano il loro insediamento principale (a San Salvi, e fu in seguito inclusa nelle mura nel 1172-1175. L'oratorio doveva essere un edificio romanico molto sobrio, che rifletteva l'austerità dell'ordine. Di quella primitiva costruzione restano alcune tracce sulla controfacciata, la cripta sotterranea (colonne in marmo verde, che anticamente si innalzavano su basi di marmo bianco) e alcune iscrizioni e lapidi. Sono conosciute anche tracce dell'antico pavimento del presbiterio, che era decorato da un mosaico a tessere bianche e nere, con disegni di animali fantastici.

### La chiesa gotica

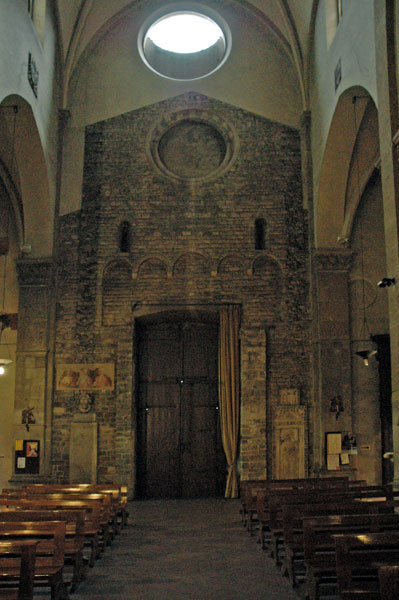
La controfacciata romanica

Tra il 1250 e il 1258 vennero avviati dei lavori di ampliamento in stile gotico su progetto che alcuni attribuiscono a Nicola Pisano o, più probabilmente, a Neri di Fioravanti. Fu una delle prime chiese gotiche di Firenze, preceduta solo dalla basilica di Santa Maria Novella, i cui lavori vennero avviati a partire dal 1242. I lavori proseguirono con solerzia tra il 1300 e il 1330, con una brusca interruzione per la peste del 1348. Vennero ripresi dal 1365 al 1405 circa.
Gradualmente la chiesa venne ingrandita ed abbellita. Nella prima metà del Trecento ottenne il titolo di abbazia. Il prestigio dei Vallombrosani si rifletteva anche nella grande quantità di opere d'arte che confluivano, come la monumentale Maestà di Cimabue, ora agli Uffizi. In quel periodo vennero aggiunte le cappelle laterali, e tutta la chiesa venne rivestita di affreschi, in buona parte distrutti nei rimaneggiamenti successivi.

### Il tardo Cinquecento

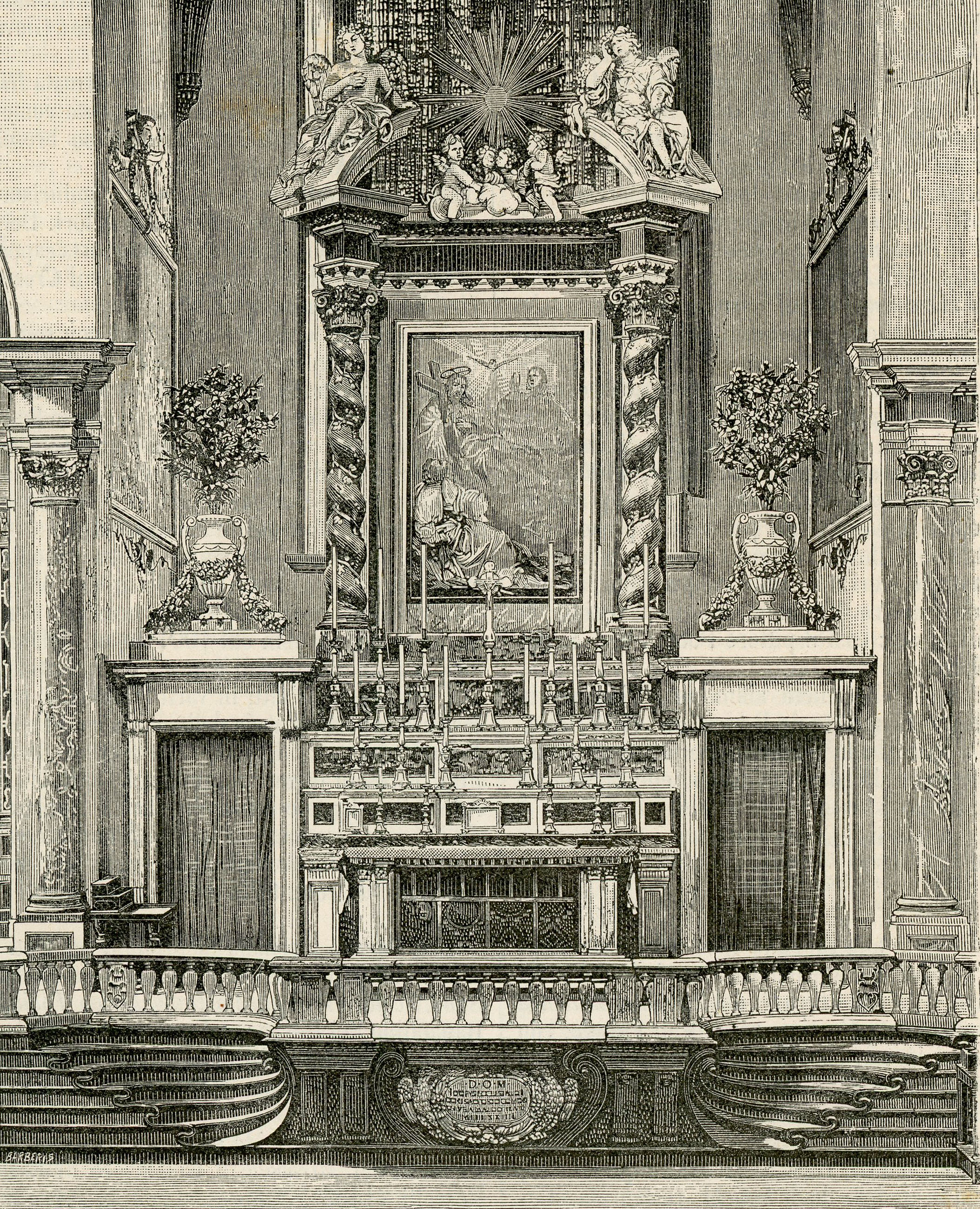
L'altare barocco di Santa Trinita prima dei restauri ottocenteschi

Alla fine del Cinquecento, nell'ambito dei rinnovamenti in seguito alla Controriforma che i granduchi medicei avevano promosso nelle chiese fiorentine, i Vallombrosani chiesero a Bernardo Buontalenti di rinnovare il presbiterio della chiesa di Santa Trinita e di ricostruire il convento. Il complesso assunse così uno stile sobrio e nel contempo imponente. Il Buontalenti, smantellando il coro dei monaci, realizzò così l'artificioso altare monumentale e con l'originale scalinata ad "ali di pipistrello" (1574), conservata oggi nella chiesa di Santo Stefano al Ponte.
A quello stesso periodo risale la facciata, sempre del Buontalenti (1593-1594), con sculture di Giovanni Caccini.
Negli stessi anni veniva eretta nel transetto sinistro la cappella delle Reliquie di san Giovanni Gualberto, progettata da Caccini con affreschi di Domenico Cresti detto il Passignano. Ulteriori interventi di rinnovamento nelle cappelle furono effettuati da Gherardo Silvani, Ludovico Cigoli e altri.
Nel 1584 Alfonso Parigi il vecchio costruì, su disegni di Bernardo Buontalenti, il chiostro del convento. Quasi tutte le cappelle laterali furono rimaneggiate nel Seicento, con nuove decorazioni solo in parte sopravvissute ai "restauri" ottocenteschi. 
Dopo l'alluvione del 1740 la chiesa venne ampiamente riverniciata di bianco, scialbando molti degli affreschi che erano rimasti danneggiati. Un'estesa campagna di lavori di ammodernamento del coro e della navata si ebbe nel 1760-1761.

### I restauri ottocenteschi
Durante l'occupazione francese, Vivant Denon individuò la Vergine con Bambino e due santi dipinta da Mariotto Albertinelli tra le opere oggetto delle spoliazioni napoleoniche da inviare in Francia dove ancora oggi si trova, al Louvre. 
Più tardi, sul finire del XIX secolo, iniziò a maturare quella predilezione per lo stile architettonico medievale e rinascimentale, età in cui erano sorti i liberi Comuni la cui eredità politica e culturale fu tanto cara agli esponenti del Romanticismo e del Risorgimento. In tale ottica molte chiese fiorentine vennero spogliate di tutto ciò che era stato aggiunto tra Sei e Settecento, alla ricerca di una perduta "purezza" architettonica e decorativa iniziale, che diede però origine a tante arbitrarie ricostruzioni, spesso incoerenti e disarmoniche, che distrussero una larga e importante fetta della stratificazione storica negli edifici. Santa Trinita non fu risparmiata dagli interventi invasivi e deturpanti, come la rimozione dell'altare del Buontalenti, che fu arbitrariamente ricollocato nella chiesa di Santo Stefano al Ponte. Se alcuni interventi riscoprirono affreschi e opere d'arte fino ad allora nascosti (come in controfacciata e sulle pareti di alcune cappelle), essi andarono comunque a svuotare alcune cappelle, che oggi appaiono per questo spoglie, dall'apparenza quasi grezza. Alcuni spazi vuoti vennero tuttavia riempiti da opere tolte da altre chiese, sconsacrate dopo le soppressioni, in particolare San Pancrazio (pure vallombosana per quasi sei secoli), da cui arrivarono l'affresco di San Giovanni Gualberto in trono, santi e beati vallombrosani di Neri di Bicci (1455) e la Tomba di Benozzo Federighi di Luca della Robbia.

### Il XX secolo
La chiesa venne danneggiata dall'alluvione del 1966, dopo il quale si avviò un ciclo di restauri che rimossero i falsi ottocenteschi e riguardarono tutti gli affreschi delle cappelle.

## Descrizione

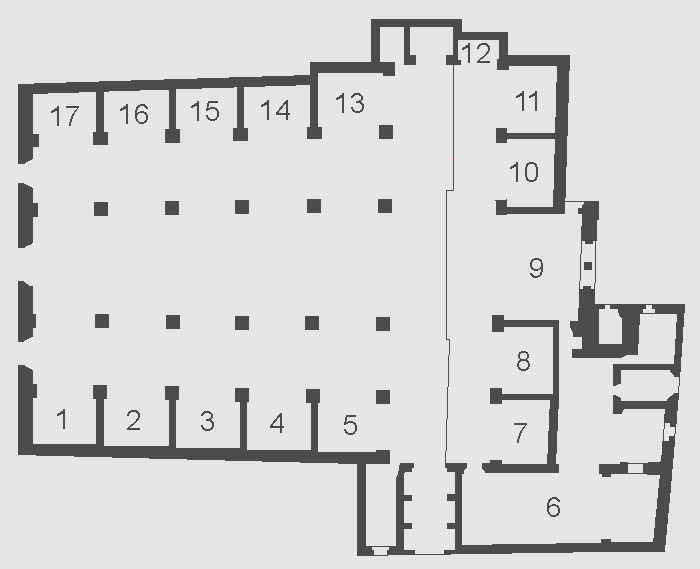
Pianta

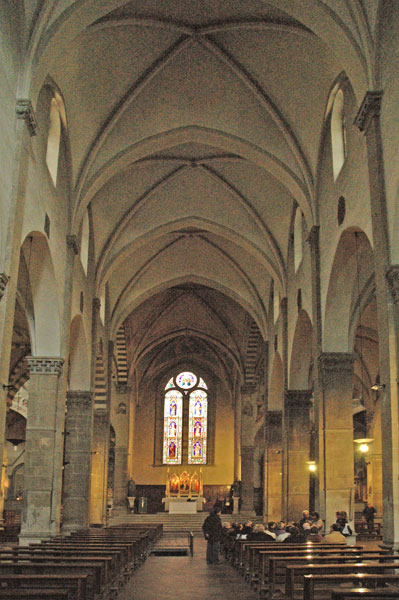
Interno

### Esterno
La facciata di Santa Trinita del Buontalenti è un'opera tipica del tardomanierismo fiorentino, caratterizzata da un disegno simmetrico con elementi tradizionali collocati secondo varianti originali. Il doppio ordine di paraste scandiscono il prospetto dividendolo in tre zone. Il corpo della navata centrale è mascherato da un fastigio con frontone e finestra tonda. Le cornici in pietra delle porte e dell'altorilievo centrale della Trinità richiamano le movenze di stoffe e cartigli. L'architetto di corte di Cosimo I non si preoccupò della reale forma della chiesa, interessandosi piuttosto a creare un armonioso prospetto nella piazza: ciò si deduce dal taglio verticale della facciata che non copre le due fasce laterali, rivestite da un semplice bugnato a punta di diamante a sinistra e da intonaco a destra, oppure dalla finestra circolare che non collima con l'apertura che dà luce all'interno. La statua di Sant'Alessio, così come il rilievo della Trinità, sono opera di Giovanni Battista Caccini (1594), mentre le porte lignee risalgono al 1640.

### Organizzazione interna
L'interno ha una forma a T (croce commissa), come tipico delle chiese degli ordini monastici dell'epoca, con abside quadrata illuminata da una lunga bifora, ripristinata nell'Ottocento.
Si espande su tre navate divise da sottili pilastri rettangolari su archi a sesto acuto e volte a crociera. I pilastri della navata centrale divergono leggermente verso il transetto, creando un effetto ottico di avvicinamento per chi guarda dall'ingresso, ma che faceva sembrare la chiesa più grande dal punto di vista dei monaci. Si tratta di un effetto quasi certamente voluto, visto che anche le altezze delle arcate subiscono un simile incremento.
Lungo le navate e sul lato di testa del transetto si dispongono le cappelle: cinque su ciascun lato e quattro ai lati della cappella maggiore, alle quali vanno aggiunte la cappellina di San Giovanni Gualberto alla testa del transetto destro, e la sagrestia nel transetto sinistro, già cappella Strozzi.

### Controfacciata
La controfacciata romanica ospita vari frammenti addossati, tra i quali un affresco della Trinità del primo Quattrocento, la lastra tombale degli abati di San Pancrazio (XIV secolo), proveniente dalla chiesa sconsacrata, e, a sinistra, la lastra tombale di Giovanni di Antonio Amati, attribuita ad Antonio del Pollaiolo. Un Crocifisso in cielo è tutto quello che rimane di una scena ad affresco con le Stimmate di san Francesco di Paolo Uccello.
In passato in controfacciata erano due altari: uno tra il portale maggiore e quello meridionale, della famiglia Lotti, per il quale Pier Francesco Foschi eseguì tra 1523 e 1526 una tavola con la Madonna col Bambino e i santi Benedetto e Bernardo da Chiaravalle trasferita nel 1810 nella chiesa di San Barnaba. All'altro lato del portale era un altro altare, dei Cambi, che era ornato dalla Pietà di Bronzino, realizzata nel 1529 ed oggi agli Uffizi.
Le due acquasantiere marmoree poste in corrispondenza dei primi due pilastri, sono state disegnate da Battista Lorenzi tra il 1581 e il 1583.

#### Cappelle della navata destra
Nella navata destra la prima cappella che si incontra, chiusa da una grata, è la cappella Gianfigliazzi, dal nome della famiglia che aveva numerose proprietà tra via Tornabuoni e il lungarno Corsini, o cappella di San Benedetto. L'aspetto attuale risale all'intervento del 1630 circa di Gherardo Silvani, ma resta nelle volte un cielo affrescato attribuito a Cenni di Francesco (1400-1415), del quale restano anche le figure di San Benedetto penitente nell'arco, gli otto busti di Apostoli nel sottarco e, in una nicchia a destra, la Comunione di santa Maria Egiziaca, la cui sinopia staccata si trova esposta sulla parete opposta. Sull'altare si trova il Crocifisso ligneo della Provvidenza, trecentesco, appartenuto alla Compagnia di San Benedetto Bianco e oggetto tutt'oggi oggetto di devozione popolare.
Segue la cappella Davizzi, di Matteo Nigetti, ristrutturata verso il 1640-1642. La decorazione è sobriamente barocca e sull'altare si trova la pala della Predica di san Giovanni Battista, opera tarda di Francesco Curradi, firmata e datata 1649.
La cappella Cialli-Sernigi ospita sull'altare la tavola fondo oro con predella della Madonna in trono col Bambino e quattro santi di Neri di Bicci (1466 circa). Alla parete destra si trova l'affresco frammentario della Matrimonio mistico di Santa Caterina d'Alessandria tra santi di Spinello Aretino (1390-1395), segnato dalle martellate che precedettero la scialbatura (copertura con intonaco bianco). Sulla parete opposta si trova la sinopia. L'affresco proviene dalla cappella attigua ed è stato scoperto sotto gli affreschi di Lorenzo Monaco.
A fianco si incontra la cappella Bartolini Salimbeni, chiusa dall'originaria cancellata del 1420 circa, opera forse di Manfredi di Franco da Pistoia. La cappella è celebre per il pregevole ciclo di affreschi di Lorenzo Monaco con le Storie della Vergine, eseguiti fra il 1420 e il 1425, coprendo i precedenti di Spinello Aretino. Si tratta dell'unica cappella che non venne interessata dai rimaneggiamenti cinque-seicenteschi ed è stata restaurata con lavori conclusi nel 2004. L'altare conserva una pala originaria dello stesso autore che raffigura l'Annunciazione.
La quinta e ultima cappella è aperta sia sulla navata che sul transetto, come la cappella corrispondente sull'altro lato. Detta Cappella Ardinghelli, ha decorazioni ad affresco all'esterno sopra l'arco sulla navata e in una lunetta all'interno (Imago pietatis) di Giovanni Toscani (1423-1424). L'altare ha una complessa decorazione classica e venne costruito nel 1552 usando marmi decorati dall'incompiuta tomba di san Giovanni Gualberto, scolpiti nel 1505-1513 da Benedetto da Rovezzano. La pala che è ospitata al centro è una Resurrezione di Cristo e santi è tradizionalmente riferita a Maso da San Friano, ma studi più recenti l'hanno riferita a Francesco del Brina (1582).

#### Cappelle della navata sinistra
La prima cappella di sinistra, degli Strozzi, venne ristrutturata per volontà di don Alessio Strozzi, monaco vallombrosano, e dei patroni Piero di Pandolfo, Palla di Carlo e Piero di Palla Strozzi da Giovan Battista Caccini a partire dal 1603, che fu stato incaricato della progettazione architettonica, che comportò anche la realizzazione di una porzione di facciata esterna corrispondente, e della scelta dei pittori che avrebbero dipinto le tele degli altari. Il Caccini scolpì anche le statue di Santa Lucia e di Sant'Agnese ai lati dell'altare (1607-1609), il cui pacato, composto, classicheggiante naturalismo è esemplificativo del sobrio stile fiorentino controriformato. I dipinti e i loro autori non si accordarono tanto ai gusti dei committenti e dei vallombrosani ma piuttosto al carattere e all'intonazione delle sculture del Caccini, facendo della cappella uno degli ambienti tipici di quella tendenza al naturalismo semplice, purificato e accostante, tipico dell'arte fiorentina tra Cinquecento e Seicento. La pala dell'altare maggiore dipinta da Jacopo Chimenti nel 1609 e raffigurante l'Annunciazione, una delle versioni del tema dipinta dal pittore, mostra tale particolare naturalismo, esaltato dalla luce nitida ed impreziosito dal colorito vivace e fulgido. Alle pareti laterali si trovano le tele della Morte di sant'Alessio di Cosimo Gamberucci (1605 circa, a sinistra) e il Martirio di santa Lucia di Pompeo Caccini (1609, a destra). La volta fu invece affrescata nel 1603 - 04 circa da Bernardino Poccetti con il Paradiso nella cupola e David ed Elia nel lunettone sopra l'altare.

Segue la cappella Bombeni, realizzata da Matteo Nigetti nel 1629-1635. All'altare si trova il Matrimonio mistico di santa Caterina da Siena e santi di Antonio del Ceraiolo (1515-1520) e ai lati i dipinti di San Girolamo penitente di Ridolfo del Ghirlandaio (1525 circa) e dell'Annunciazione di Michele Tosini (1525 circa), queste ultime due provenienti da San Girolamo alla Costa.

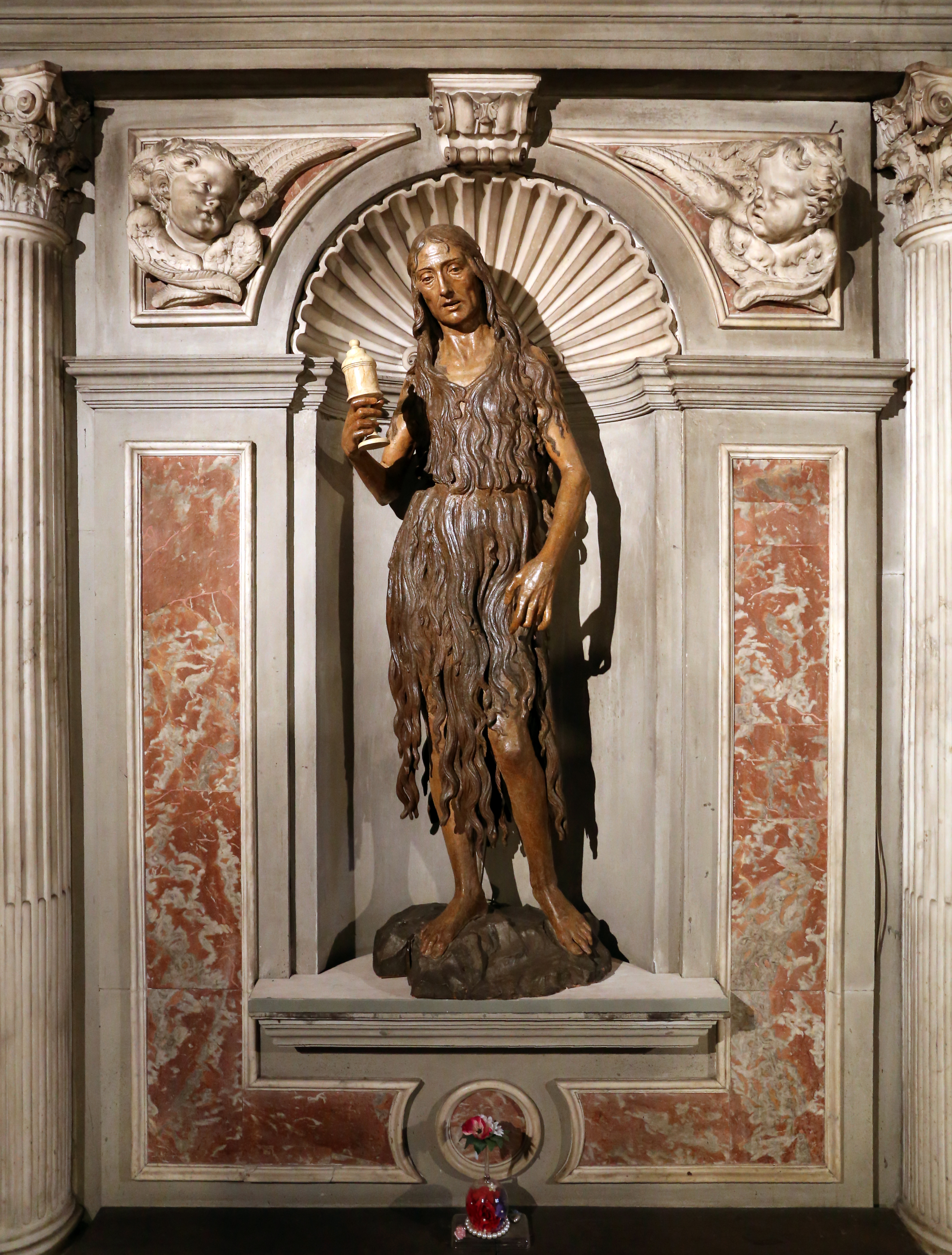
Maddalena di Desiderio da Settignano

La terza cappella era dei Davanzati e conserva tracce frammentarie degli affreschi eseguiti tra il 1340 e il 1350 con Storie di santa Caterina da un seguace di Maso di Banco. Due angeli a monocromo sono riferibili alla bottega di Giovanni da Ponte (post 1444). L'altare è decorato dalla tavola dell'Incoronazione della Vergine e dodici santi di Bicci di Lorenzo, commissionata dopo il 1430. Sulla parete sinistra infine si trova la sepoltura di Giuliano Davanzati, morto nel 1444, composta da un sarcofago romano del Buon Pastore del III secolo d.C. e dal coperchio con la figura giacente del defunto attribuita a Bernardo Rossellino.
Segue la cappella Compagni, dominata dal grande affresco staccato sulla parete centrale raffigurante un lunettone con San Giovanni Gualberto in trono tra santi e beato vallombrosani di Neri di Bicci (1455), proveniente dal chiostro di San Pancrazio. Dello stesso autore è la tavola dell'Annunciazione con cacciata dei progenitori alla parete di destra (dopo il 1475), che contiene un errore prospettico per via delle architetture troppo piccole per le figure che contengono. Di suo nonno Lorenzo di Bicci è invece l'affresco sull'arcone esterno con San Giovanni Gualberto perdona l'uccisore di suo fratello, del 1430-1435 circa. Una piccola targa sulla parete sinistra ricorda che qui fu sepolto il cronista Dino Compagni nel 1323. I Compagni infatti anticamente avevano le proprie case nelle vicinanze, sul lungarno Corsini.
La quinta cappella, la cappella Spini, è aperta su due lati come la sua corrispondente nella navata destra. In essa fu spostata nel tardo Ottocento da un altarolo della famiglia Cerbini, posto in controfacciata tra la porta maggiore e quella di sinistra, la Maddalena lignea di Desiderio da Settignano (1450 circa), ricavata da un tronco di salice con i capelli di gesso modellato, terminata nel 1499 da Giovanni d'Andrea, allievo del Verrocchio, che riflette forse un ricordo della perduta Maddalena di Brunelleschi. Nella cappella è anche l'affresco di un Santo vescovo attribuito ad Alesso Baldovinetti (1470 circa).

#### Transetto destro

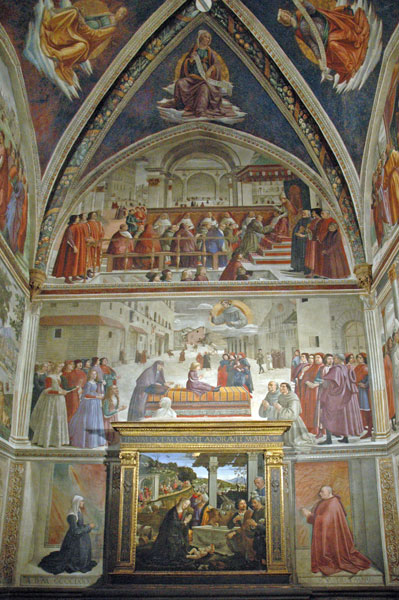
La Cappella Sassetti

Il transetto destro presenta in testa l'accesso su via del Parione (con portale esterno quattrocentesco), preceduto da un vestibolo dove si trovano sei tombe a nicchia con archi ogivali, su una delle quali è presente un rilievo di Cristo in pietà della seconda metà del Trecento, della scuola di Andrea Pisano.
La cappella Strozzi, dal nome della potente famiglia fiorentina, fu progettata da Lorenzo Ghiberti (1418-1423) e corrisponde all'attuale sagrestia. Vi si accede sia da un passaggio dietro la cappella Maggiore che da un portale quattrocentesco sulla navata. Composta da tre campate disposte a "L", ha l'altare maggiore decorato dalla Pietà marmorea di Vittorio Barbieri, firmata e datata 1743 e liberamente ispirata alla Pietà vaticana di Michelangelo. Alla parete si trova la tela dell'Esaltazione di santa Monica di Alessandro Gherardini (1697), mentre a sinistra, sotto un arco aperto nella parete che divide i due vani della sagrestia, la tomba di Onofrio Strozzi, padre di Palla Strozzi, che è attribuita a Pietro Lamberti o a Michelozzo (1418-1425 circa), con decorazioni floreali nel sottarco attribuite a Gentile da Fabriano. Altre opere nella sagrestia sono di Luca della Robbia, Francesco di Simone Ferrucci, Puccio Capanna, Niccolò di Tommaso e Pietro Torrigiani. Qui si trovava la pala dell'Adorazione dei Magi di Gentile da Fabriano, ora agli Uffizi, datata 1423, così come la Deposizione dell'Angelico iniziata da Lorenzo Monaco, ora al Museo San Marco.
Rientrando in chiesa si arriva alla cappella Sassetti, che conserva il capolavoro di Domenico Ghirlandaio, gli affreschi con Storie di San Francesco dipinti su commissione di Francesco Sassetti tra il 1483 e il 1486 circa. Il ciclo è esemplificativo del gusto degli ultimi decenni del Quattrocento, quando la ricca borghesia fiorentina amava farsi ritrarre nelle scene sacre. Interessante è quindi la rappresentazione della società quattrocentesca fiorentina, oltre che le inedite grandi aperture scenografiche degli affreschi, e l'interesse per il ritratto di ispirazione fiamminga. Sono numerosissimi i ritratti di persone dell'epoca: Francesco Sassetti e la moglie sono raffigurati come donatori della cappella nella scena del miracolo ambientato in piazza Santa Trinita (fra l'altro il dipinto è una preziosissima testimonianza di come apparisse allora questa zona), mentre nel riquadro di San Francesco che riceve l'approvazione della Regola francescana da papa Onorio III (scena ambientata in piazza della Signoria) compare il Sassetti che allora dirigeva il Banco Medici, assieme al figlio Teodoro, a Lorenzo il Magnifico e a Luigi Pulci. Sono presenti anche i figli del Magnifico che salgono le scale guidati dall'umanista Agnolo Poliziano. La pala d'altare è pure del Ghirlandaio e raffigura l'Adorazione dei pastori (1485 circa), con citazioni fedeli del Trittico Portinari di Hugo van der Goes. Il primo pastore si ritiene sia stato dipinto come autoritratto dell'autore. Le tombe di Francesco Sassetti e della consorte Nera Corsi sono opera di Giuliano da Sangallo, incorniciate da affreschi a monocromo. Nella volta della cappella si trovano quattro Sibille, mentre all'esterno, in alto sopra l'arco, si trova la Sibilla Tiburtina che annuncia ad Augusto la nascita del Redentore e una Statua del David dipinta in cima al pilastro, pure opere del Ghirlandaio, anche se in condizioni meno buone per via della scialbatura che subirono in antico.
Sul pilastro che separa la cappella Sassetti dalla seguente cappella Doni si trova un affresco dell'Annunciata di un pittore fiorentino del Quattrocento. La cappella Doni venne ristrutturata da Ludovico Cigoli tra il 1559 e il 1613 ed è chiusa da una grata. All'esterno, sopra l'arco, si trova un affresco di Cristo in gloria attribuito a Giovanni da Ponte (1429-1430). All'interno ospita sull'altare un Crocifisso su tavola ligneo forse della metà del XIV secolo. A destra, sulla parete, si incontra la Madonna dello Spasimo, tavola dell'ultimo decennio del Quattrocento di Bernardo di Stefano Rosselli che ricorda la prima titolazione della chiesa.

#### Cappella Maggiore

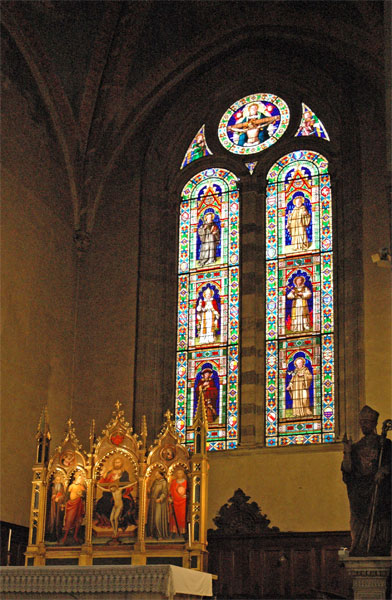
La Cappella Maggiore

La Cappella Maggiore era anticamente decorata da un ciclo di affreschi di Alessio Baldovinetti tra il 1471 e il 1497 con Storie del vecchio Testamento, che venne quasi interamente distrutto durante i lavori di ammodernamento del coro del 1760-1761. Restano quattro Patriarchi negli spicchi della volta, molto rovinati, e due scene nei lunettoni con il Sacrificio di Isacco e Mosè che riceve le tavole della legge, dipinti a secco.
L'altare è frutto dell'unione di più pezzi di varia provenienza, tra cui il paliotto con la Trinità attribuito ad Agostino di Duccio e i pilastrini della bottega di Desiderio da Settignano. Il trittico della Trinità di Mariotto di Nardo (1416) fu commissionato da Niccolò Davanzati e proviene dai depositi della Galleria dell'Accademia.

#### Transetto sinistro

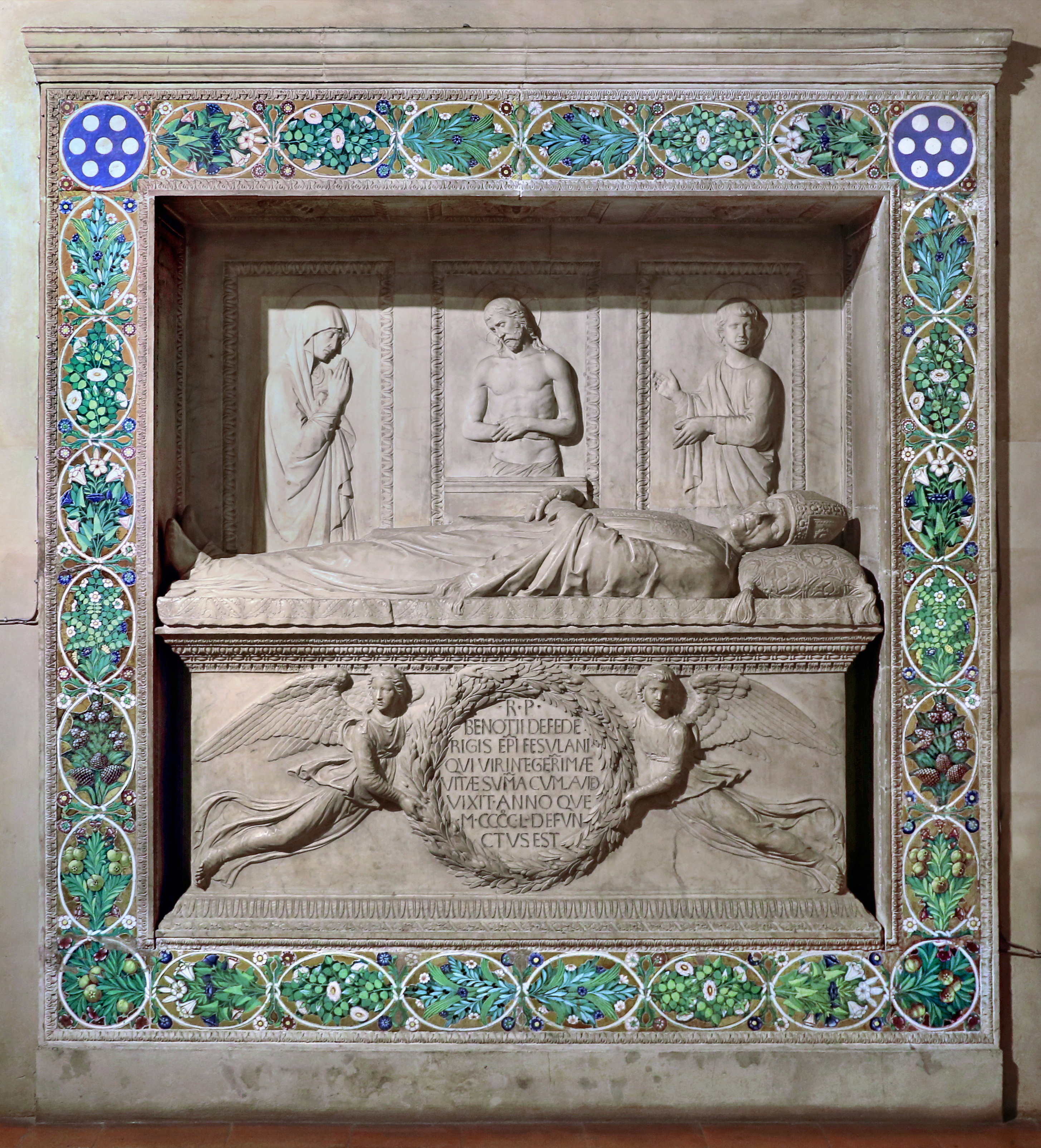
Il Monumento a Benozzo Federighi di Luca della Robbia

La prima cappella a sinistra dell'altare, cappella Usimbardi, venne rifatta da Ludovico Cigoli probabilmente entro il 1628. La volta è decorata da affreschi coevi di Fabrizio Boschi e Matteo Rosselli. Nella decorazione marmorea sono inserite le tele con la Consegna delle Chiavi dell'Empoli (1607 circa) e  San Pietro sulle acque iniziato da Cristofano Allori e terminato dopo la sua morte da Zanobi Rosi nel 1621. All'altare il paliotto scolpito con il Martirio di san Lorenzo è opera di Tiziano Aspetti, mentre il Crocifisso è del suo allievo Felice Palma, che scolpì anche i busti dei monumenti funebri sulle pareti laterali. Sopra l'arco esterno si trovano affreschi di Giovanni da Ponte databili al 1430-1434.
Segue la cappella Scali, che all'esterno è decorata da affreschi con San Bartolomeo e medaglioni di Santi. All'interno sopravvivono affreschi frammentari di Giovanni da Ponte e Smeraldo di Giovanni databili al 1434: nella volta gli Evangelisti e sulle pareti ai lati Scorticamento e Decollazione di san Bartolomeo. Qui si trova anche uno dei capolavori di Luca della Robbia, la tomba in marmo e maiolica policroma del vescovo di Fiesole Benozzo Federighi, morto nel 1450, proveniente da San Pancrazio. Il monumento risale al 1454 ed è composto dalla figura giacente del defunto sullo sfondo di un rilievo di Cristo tra la Madonna e san Giovanni; tutt'intorno si trova una fascia in terracotta policroma invetriata di elementi floreali, con uno sfondo oro che tecnicamente impegnò molto l'artista.
Alla testa del transetto si trova la piccola cappella delle reliquie di San Giovanni Gualberto, progettata a fine del Cinquecento da Giovanni Caccini e affrescata dal Passignano (1593-1594), con scene legate alla traslazione del corpo del santo ed alla venerazione delle sue reliquie.

### Il campanile

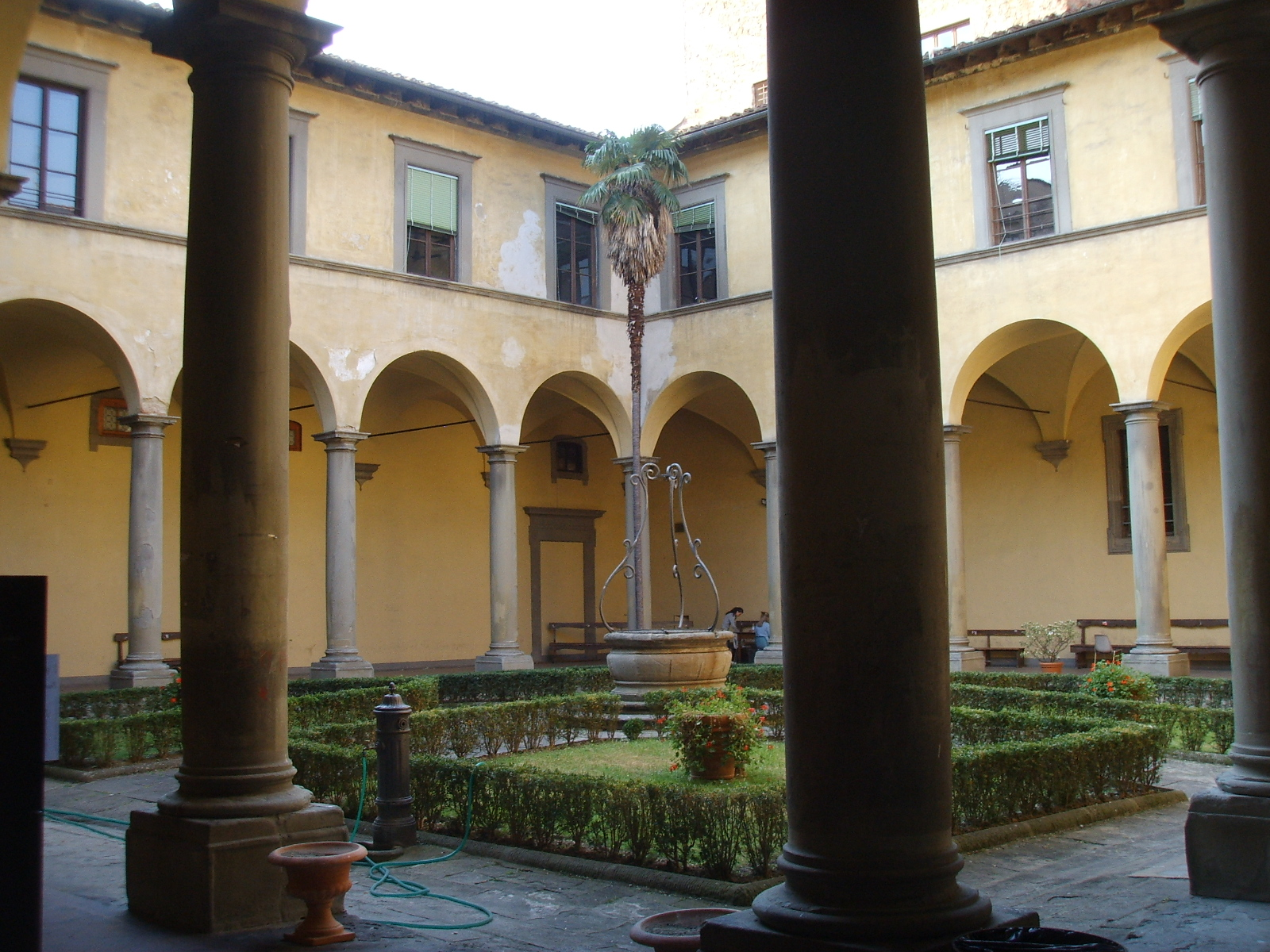
Il chiostro

Il campanile è sprovvisto di fondazioni proprie, appoggiandosi su una parete laterale della chiesa; non c'è modo di raggiungerlo dall'edificio religioso, ma bisogna salire fino al tetto e di lì proseguire per uno stretto passaggio ed una scala a pioli. Incastonata nel campanile si trovava la donatelliana Madonna col Bambino in terracotta, oggi nella cappella Davanzati.

### Il monastero
Lungo via del Parione, in continuità con il fianco destro della chiesa, si sviluppa l'ex edificio conventuale, oggi occupato dalla Facoltà di Scienze della Formazione dell'Università di Firenze e altri. Al numero 7 si accede al chiostro, opera di Alfonso Parigi il vecchio su disegni di Bernardo Buontalenti, costruito tra il 1584 e il 1593. È porticato su quattro lati e rialzato rispetto al piano della strada; le arcate a tutto sesto delle volte a crociera poggiano su possenti colonne con capitelli dorici; il piano d'imposta è segnato da una cornice marcapiano, che sottolinea una serie di finestre architravate; al centro si trova un pozzo circondato da aiuole.
Nell'ex-refettorio, oggi occupato dalla Biblioteca della Facoltà, si trovano affreschi di Giovanni da San Giovanni, Nicodemo Ferrucci e Jacopo Confortini, raffiguranti la Madonna in gloria accolta dalla Trinità e, nelle lunette, Scene di convitti evangelici, databili al 1630-1632.
All'interno del monastero è custodito anche un Crocifisso ligneo quattrocentesco, restaurato nel 2021, attribuito dopo l'intervento a una fase giovanile,nei primi anni ottanta del Quattrocento, di Antonio da Sangallo il Vecchio, magari in collaborazione con la bottega di Giuliano.

## Opere già in Santa Trinita
- Cimabue, Maestà di Santa Trinita (1280-1290), oggi agli Uffizi
- Gentile da Fabriano, Adorazione dei Magi (1423), oggi agli Uffizi
- Gentile da Fabriano, Presentazione al Tempio (1423), oggi al Louvre
- Lorenzo Monaco e Beato Angelico, Deposizione (1432-1434 circa), oggi al Museo San Marco
- Mariotto Albertinelli e Franciabigio, Madonna col Bambino tra i santi Giroloamo e Zanobi, oggi al Louvre
- Bernardo Buontalenti, Scalinata (1574), oggi nella chiesa di Santo Stefano al Ponte
- Pier Francesco Foschi, Madonna col Bambino e i santi Benedetto e Bernardo da Chiaravalle, oggi nella chiesa di San Barnaba.
- Bronzino, Pietà, oggi agli Uffizi.